# Dicranoptycha suensoniana
Dicranoptycha suensoniana är en tvåvingeart som beskrevs av Alexander 1941. Dicranoptycha suensoniana ingår i släktet Dicranoptycha och familjen småharkrankar. Inga underarter finns listade i Catalogue of Life.